# Pseudotachidius minutus
Pseudotachidius minutus is een eenoogkreeftjessoort uit de familie van de Pseudotachidiidae. De wetenschappelijke naam van de soort is voor het eerst geldig gepubliceerd in 1983 door ItôTat.